# Milena Dreißig
Milena Dreißig (* 24. Mai 1975 in Berlin) ist eine deutsche Schauspielerin.

## Leben
Dreißig machte während ihrer Schulzeit eine Tanzausbildung. Nach dem Abitur begann sie eine Ausbildung zur Restauratorin für Gemälde und Skulpturen im Museumsverbund Lüchow-Dannenberg, die sie nicht abschloss. Erste Bekanntheit erlangte sie als Erstbesetzung der Toni Schwarz in der Serie Unter uns. Von 1998 bis 2001 besuchte sie die Schauspielschule „Der Kreis“ (Fritz-Kirchhoff-Schule) und erhielt kurz darauf ihr erstes Engagement am Orphtheater Berlin in dem Stück Katzen haben sieben Leben. Danach spielte sie an der Schillertheater-Werkstatt in Sucking Dublin und an der Schaubühne in den Vagina-Monologen mit. 2003 trat sie im Maxim-Gorki-Theater in Krautsuppe tiefgefroren und 2005 in Heißer Sommer, heile Welt auf. Von 2007 bis 2012 spielte sie die Jennifer Schirrmann in drei Staffeln der Serie Stromberg.

## Filmografie (Auswahl)
- 1994–1995: Unter uns (Fernsehserie, 80 Folgen)
- 2003: Broti & Pacek – Irgendwas ist immer (Fernsehserie, Folge Hypnose)
- 2003: Irgendwas ist immer
- 2004: Muxmäuschenstill (Kinofilm)
- 2004: Liebe süß-sauer: Die Verlobte aus Shanghai
- 2005: Speer und Er (Fernsehdreiteiler, Folge Spandau – Die Strafe)
- 2006: Du hast gesagt, dass du mich liebst
- 2006: Der letzte Zeuge (Fernsehserie, Folge Späte Liebe)
- 2007–2012: Stromberg (Fernsehserie, 26 Folgen)
- 2007: Kein Geld der Welt
- 2008: Die Jagd nach dem Schatz der Nibelungen
- 2009: In aller Freundschaft (Fernsehserie, Folge Selbstlos)
- 2009: Unser Charly (Fernsehserie, Folge Tauschen und Täuschen)
- 2009, 2014: SOKO Köln (Fernsehserie, verschiedene Rollen, 2 Folgen)
- 2010, 2014: SOKO Stuttgart (Fernsehserie, verschiedene Rollen, 2 Folgen)
- 2011: Inklusion – Gemeinsam anders
- 2012: Blonder als die Polizei erlaubt
- 2012: Mich gibt’s zweimal
- 2013: Heiter bis tödlich: Hauptstadtrevier (Fernsehserie, Folge Gartenlaube)
- 2013: Verbrechen nach Ferdinand von Schirach (Fernsehserie, Folge Notwehr)
- 2013: Letzte Spur Berlin (Fernsehserie, Folge Ungeliebt)
- 2013: SOKO Leipzig (Fernsehserie, Folge Messezeiten)
- 2013, 2014: Notruf Hafenkante (Fernsehserie, verschiedene Rollen, 2 Folgen)
- 2014: Stromberg – Der Film
- 2014: Danni Lowinski  (Fernsehserie, Folge Dannileaks)
- 2014: Neues aus Büttenwarder (Fernsehserie, Folge Der alte Sack)
- 2015: Marie Brand und der schöne Schein (Fernsehreihe)
- 2015: Mein Sohn Helen
- 2015: Die Verwandlung (Kurzfilm)
- 2016–2020: Rabenmütter (Fernsehserie)
- 2017: Tatort – Tanzmariechen (Fernsehreihe)
- 2017: Zarah – Wilde Jahre (Fernsehserie)
- 2017: Ellas Baby (Fernsehfilm)
- 2018: Cecelia Ahern: Ein Moment fürs Leben (Fernsehfilm)
- 2018: Tatort – Die robuste Roswita
- 2018: Jenseits der Angst
- 2019: Praxis mit Meerblick – Unter Campern
- 2019: Wendezeit
- 2020: Think Big! (Fernsehserie)
- 2020: Nightlife
- 2020: Deutscher (Fernseh-Vierteiler)
- 2020: Eltern mit Hindernissen
- 2020: How to Sell Drugs Online (Fast) (Fernsehserie)
- 2020: Der Kriminalist (Fernsehserie, Folge Das Böse in uns)
- 2021: Ruhe! Hier stirbt Lothar
- 2021: Blackout (Fernsehserie)
- 2021: Charlotte Link – Die Suche
- 2021: Der Usedom-Krimi: Entführt
- 2021: Der Usedom-Krimi: Ungebetene Gäste
- 2021: Der Usedom-Krimi: Der lange Abschied
- 2022: Der Usedom-Krimi: Gute Nachrichten
- 2022: Der Usedom-Krimi: Schneewittchen (Fernsehreihe)
- 2022: Der Usedom-Krimi: Am Ende einer Reise (Fernsehreihe)
- 2023: Alaska
- 2023: jerks.  (Serie, Staffel 5 Folge 6 Anfang)
- 2023: Wochenendrebellen
- 2023: Franky Five Star
- 2023: Der Usedom-Krimi: Friedhof der Welpen
- 2023: Der Usedom-Krimi: Geburt der Drachenfrau
- 2023: Der Usedom-Krimi: Schlepper
- 2024: Mord mit Aussicht (Fernsehserie, 3 Folgen)
- 2024: Where’s Wanda? (Fernsehserie, 2 Folgen)
- 2025: Alpentod – Ein Bergland-Krimi: Gemeinsame Ziele (Fernsehreihe)

## Auszeichnungen
- 2009: Doppel-Platin von Sony Music für die DVD-Ausgabe der dritten Stromberg-Staffel